# Wojciech Rudziński
Wojciech Rudziński – polski fizyk, doktor habilitowany nauk fizycznych, nauczyciel akademicki Uniwersytetu im. Adama Mickiewicza w Poznaniu. 
Naukowo związany z Wydziałem Fizyki UAM. Stopień doktorski uzyskał w 1997 na podstawie pracy pod tytułem Magnony i rezonans fal spinowych w polowo-indukowanym metamagnetyku (promotorem był prof. Zbigniew Jacyna-Onyszkiewicz).
Na macierzystym wydziale pracuje jako adiunkt w Zakładzie Fizyki Mezoskopowej u prof. Józefa Barnasia. Na uczelni prowadzi zajęcia m.in. z teorii pomiaru kwantowego, pochodnych i całek oraz z matematyki. Jest członkiem Polskiego Towarzystwa Fizycznego. Swoje prace publikował m.in. w "Journal of Physics: Condensed Matter", "Physical Review B" oraz "Acta Physica Polonica".